# SHERPA/RoMEO
SHERPA/RoMEO é um serviço oferecido pela SHERPA para mostrar as políticas de depósito de obras com direito autoral e de acesso aberto das publicações acadêmicas. 
O banco de dados usa um esquema de código por cores que classifica as editoras de acordo com suas políticas de auto-arquivamento de conteúdo. Ele mostra aos autores se a publicação permite incluí-las nos acervos antes ou depois da impressão em seus contratos de cessão de direito autoral. Atualmente conta com o registro de mais de 22.000 publicações.

## References
1. ↑  Jenkins, Celia; Probets, Steve; Oppenheim, Charles; Hubbard, Bill (2007). «RoMEO Studies 8: self‐archiving: The logic behind the colour‐coding used in the Copyright Knowledge Bank». Program. 41 (2). doi:10.1108/00330330710742908
2. ↑  Kristick, Laurel (2008). «Using Journal Citation Reports and SHERPA RoMEO to Facilitate Conversations on Institutional Repositories». Collection Management. 34 (1). doi:10.1080/01462670802527860. Consultado em 22 de outubro de 2015
3. ↑  «FAQ - Publisher copyright policies & self-archiving». SHERPA/RoMEO. Consultado em 22 de outubro de 2015